# Felidae (film)
Felidae è un film d'animazione per adulti tedesco del 1994 diretto da Michael Schaack, ispirato al romanzo La società dei gatti assassini. Il film contiene scene di violenza, scene di splatter e scene sessuali

## Trama
Il protagonista è un gatto sveglio, curioso e altruista di nome Francis, che si trasferisce con il suo corpulento padrone Gus in una casa che precedentemente era un laboratorio. Qui nel nuovo quartiere incontra Bluebeard, un gatto burbero e privo di un occhio che lo mette al corrente di una serie di omicidi avvenuti negli ultimi mesi dove alcuni gatti sono stati uccisi mentre erano sessualmente eccitati. Francis decide di aiutare il suo nuovo amico a scoprire chi si trovi dietro agli omicidi, ma la sera stessa ha un incubo in cui si vede catturato da uno scienziato la cui faccia è oscurata.
L'incubo è interrotto da Bluebeard che sveglia Francis e lo porta in un vecchio garage dove è stato ucciso l'ennesimo gatto con le stesse modalità degli altri omicidi. Sulla strada per il garage Francis fa conoscenza con la "feccia del quartiere", vale a dire l'enorme gatto Kong e i suoi tirapiedi, gli Herman: Bluebeard li caccia ma Kong promette a Francis che lo verrà a cercare. Quella notte Francis viene svegliato da delle urla sinistre e scopre che al secondo piano della casa un gatto di nome Joker tiene le riunioni della "setta di Claudandus", la quale venera un gatto considerato un profeta liberatore sacrificatosi per salvare i gatti del quartiere, durante le quali convince alcuni gatti adepti a saltare in una macchina per l'elettroshock. Francis rimane sorpreso nel vedere che anche Kong e Bluebeard partecipano al sinistro rituale, ma il suo sbigottimento si trasforma in terrore quando, a causa di un suo brusco movimento, fa un rumore che attira i gatti della setta che lo inseguono per i tetti.
Francis sfugge loro cadendo attraverso una finestra aperta in una casa nella quale si trova Felicity, una gatta cieca che gli rivela di sapere qualcosa sugli omicidi. Dopo una breve conversazione con la gatta, Francis si ricongiunge con Bluebeard che gli spiega che le riunioni della setta sono per lui poco più di un passatempo divertente. Il giorno seguente i due si recano da Pascal, un gatto molto intelligente che tiene nel computer del suo padrone Zibold l'archivio di tutti gli omicidi avvenuti. Pascal informa Francis che anche Felicity è stata uccisa quella stessa mattina poco dopo la conversazione con il protagonista. Turbato da tutti questi avvenimenti Francis va a dormire e fa un altro incubo: sogna Mendel, il famoso scienziato padre della genetica, che parla confusamente di una selezione genetica dei migliori mentre gioca con decine di cadaveri di gatti.
Francis decide di andare a caccia di topi in soffitta ma nella colluttazione con un roditore accende per errore un vecchio videoregistratore: questo mostra dei video nei quali uno scienziato, il dottor Preterius, sperimenta un composto che chiude le ferite sui gatti. Si susseguono vari fallimenti finché un gatto chiamato Claudandus non reagisce positivamente al composto. Tuttavia il dottor Preterius sta impazzendo a causa del consumo spropositato di alcolici e viene abbandonato dal suo assistente, lo stesso Zibold. In preda a deliri di onnipotenza, dichiara che il suo Claudandus sarà padre di una stirpe di supergatti e lo libera, poi il video si interrompe. In quel momento sopraggiungono Kong e i suoi sgherri che ingaggiano una lotta con Francis. Egli fugge dalla casa e sta per essere preso da Kong quando si imbatte in un nuovo cadavere: il corpo appartiene a Solitaire, la compagna dello stesso Kong. In quel momento il gruppo vede apparire uno strano gatto malridotto e mentre Kong e i due Herman per cercare di catturarlo si recano nella direzione sbagliata, Francis riesce a seguirlo. A questo punto viene raggiunto da Bluebeard e i due si imbattono nel gatto malandato il cui nome è Jesaja. Costui vive in una catacomba nella quale si trovano centinaia di cadaveri che secondo Francis sono altre vittime meno recenti del serial killer. Jesaja racconta che anche lui viveva nel laboratorio con il "profeta" Claudandus che liberò i gatti rimasti e pose Jesaja a guardia della catacomba, dicendogli che gli avrebbe mandato i corpi dei fratelli e delle sorelle morte. Da questo Francis e Bluebeard capiscono che l'assassino potrebbe essere Claudandus stesso ancora vivo. Il giorno successivo Francis viene sedotto da una gatta che appartiene a una razza nuova e sconosciuta. Quando ne parla a Bluebeard, egli dice di sapere che molte gatte di quel nuovo tipo stanno invadendo il quartiere e afferma che esse sono indipendenti dall'uomo. I due decidono di recarsi da Joker per saperne di più su Claudandus, ma non lo trovano e vanno alla riunione della "setta di Claudandus" dove Pascal annuncia che Joker era l'assassino e che è fuggito. Francis non si fida e fa ritorno alla casa di Joker, dove trova il corpo del sacerdote nascosto su uno scaffale. Francis e Bluebeard aspettano le tenebre e si introducono nell'abitazione di Pascal per indagare. Qui Francis capisce tutto: Pascal è in realtà Claudandus, il quale è riuscito a uccidere Preterius e a liberare i gatti rimasti tra cui Jesaja e delle gatte create da Preterius della stessa razza di quella incontrata da Francis, poi è stato in qualche modo adottato da Zibold. Egli sta tentando di creare una nuova stirpe, la "Felidae" e ne conserva la purezza uccidendo tutti i gatti considerati indegni di farne parte che tentano di accoppiarsi con la nuova razza. Invece Joker e Felicity sono stati uccisi per proteggere il segreto. Mentre Francis utilizza il computer di Zibold per cancellare il progetto Felidae, Pascal alias Claudandus ferisce Bluebeard e attacca alle spalle Francis: egli rivela che la nuova stirpe dei gatti sarà superiore a tutti gli altri animali e scaccerà la razza umana e chiede a Francis di continuare il suo progetto. Il protagonista rifiuta e comincia a combattere con Claudandus che sembra avere la meglio finché, con uno scatto improvviso Francis lo colpisce al basso ventre aprendogli la pancia. Morendo, Claudandus si lamenta della crudeltà dell'uomo. Francis scappa con Bluebeard dalla casa che ha preso fuoco per l'esplosione del computer nello scontro.